# Sadako Ogata
Sadako Ogata (Japans: 緒方 貞子, Ogata Sadako) (Tokio, 16 september 1927 – aldaar, 22 oktober 2019) was een Japanse academica en diplomate, de eerste vrouw die de vluchtelingenorganisatie van de Verenigde Naties geleid heeft, en dat gedurende tien jaar. 
Sadako Ogata's vader was de Japanse ambassadeur in Finland, haar moeder de dochter van een Minister van Buitenlandse Zaken en kleindochter van de liberale premier Inukai Tsuyoshi (1931-1932). Ogata is rooms-katholiek opgevoed en bleef tijdens haar loopbaan verbonden aan katholieke universitaire instellingen. Ze studeerde af aan de Universiteit van het Heilige Hart in Tokio, en reisde daarna naar de Verenigde Staten om te studeren aan de katholieke Georgetown Universiteit in Washington D.C. en de Universiteit van Californië in Berkeley. In Tokio was ze hoogleraar politieke wetenschappen aan de katholieke Sophia-universiteit.
Van 1990 tot 2000 was ze de hoge commissaris voor de Vluchtelingen van de Verenigde Naties in Genève (UNHCR). In 2003 werd ze benoemd tot president van Japan International Cooperation Agency, een instelling van de Japanse overheid die hulp aan ontwikkelingslanden coördineert. Ogata was erelid van de Club van Rome.

## Onderscheidingen
In 1994 ontving zij de Four Freedoms Award voor vrijwaring van gebrek. In 1995 werd ze samen met het bureau van de hoge commissaris voor de Vluchtelingen onderscheiden met de Félix Houphouët-Boigny-Vredesprijs van de UNESCO.